# Arnim Zola
Arnim Zola é um personagem fictício, um supervilão que aparecem no universo da Marvel Comics. Criado por Jack Kirby, Arnim Zola apareceu pela primeira vez em "Captain America" #208 (Abril de 1977). Ele é um mestre da bioquímica e genética. Por ser um "cientista louco", Zola é um inimigo frequente do Capitão América e dos Vingadores.

## Biografia
Um geneticista sem escrúpulos, Zola estudou com Wladyslav Shinsky. Em 1928, ele participou de uma conferência de genética, juntamente com Jonathan Drew, Herbert Edgar Wyndham e Noah Black. Zola foi o primeiro engenheiro genético da história, baseando seu trabalho em alguns Deviants. Mais tarde, Zola recebeu ajuda secreta de Phaeder e seu filho Maelstrom no desenvolvimento de avanços genéticos.
Depois disso, Zola encontrou apoio no partido nazista na Alemanha, que queriam usar suas descobertas para assegurar a existência e o triunfo de uma "raça superior". 
Zola ajudou o cientista nazista Barão Zemo na criação de uma série de andróides, que poderia expandir a partir do tamanho de uma boneca para mais de seis metros de altura. 
Datas variam, mas em algum momento Zola estabeleceu um processo pelo qual uma pessoa poderia projetar sua mente sobre um corpo clonado (acredita-se que era um de seus primeiros projetos). Ele apresentou esse processo para Adolf Hitler. Relatos apontam que, em 1944, Zola já havia transferido sua mente para um outro corpo. 
Zola conversou com o Caveira Vermelha que lhe presenteou com um comprimido para colocar-se em animação suspensa. Zola então se apresentou a Hitler com um corpo clonado a que ele poderia transferir sua mente antes de morrer. Depois que Hitler saiu, Barão von Strucker, um fugitivo, entrou na sala. Strucker convidou Zola a participar da criação da Hidra. Desde de 1944, Strucker pensava que Zola já havia mudado de corpo, este apoiou a mudança de Zola. 
No entanto, os registros de Zola não mostravam que no dia em que o corpo original de Hitler morreu, ele havia trocado de corpo e atribuído um novo nome para si: "Monge do Ódio". Mais tarde Zola recordaria que ainda estava em seu corpo original. 
Em qualquer caso, Zola preparou uma série de corpos de Hitler para usar em sua nova identidade do Monge do Ódio. Zola uma vez disse ao Capitão América que os cirurgiões tinham extraído o cérebro de Hitler e que tinha preservado para criar um novo corpo para ele. Esta história parece ser uma artimanha Zola para esconder a verdade sobre o Monge do Ódio. Desde então, a verdade por trás da Monge do Ódio foi descoberta, e é conhecido somente por Homem-Aranha, Silver Sable e Nick Fury. 
De acordo com um soldado que estava com ele no dia que seu corpo original morreu, Hitler supostamente encomendou o processo de Zola para o Barão Zemo. Como o seu Führer, Zemo, disse ele, você vai se tornar um ... Deus ... Zola ira lhe mostrar isso. Mas por alguma razão Zemo não se submeteu ao processo. 
Desde então o Caveira Vermelha financiou experiências de Zola, desde o fim da Segunda Guerra Mundial, o que lhe permitiu produzir criações como Primus e Doughboy, o que viria a ajudar o Caveira Vermelha em seus próprios planos. A parceria de Zola com o Caveira Vermelha levou à sua primeira luta contra o Capitão América nas selvas da América Central e muitos outros encontro do Capitão América com a criações de Arnim Zola.
Zola continuou com suas experiências em vários locais em do mundo, apesar de seus crimes contra a humanidade sempre o levarem a conflitos com diferentes heróis, incluindo o Capitão América e muitas vezes Deadpool. Ao lutar com Deadpool, Zola criou proto-clones de vilões mortos usando seu DNA; muitas delas foram destruídas por Deadpool, com exceção de quatro clones de Gwen Stacy. 
Ele tentou roubar as descobertas furtivas do Dr. Bruce Banner em um observatório. O observatório foi destruído em uma explosão e se acreditou que Zola  havia morrido na mesma. 
Inexplicavelmente, Zola sobreviveu a explosão.
Zola mais tarde se reuniu com o Caveira Vermelha e o psiquiatra criminoso Doctor Faustus. Eles foram fundamentais para o plano para capturar e fazer lavagem cerebral na agente da S.H.I.E.L.D Sharon Carter e manipulá-la para assassinar o Capitão América. Após a morte do herói, Zola teve grande interesse quando descobriu que Carter estava grávida do Capitão. Durante sua prisão no covil do Caveira Vermelha no Kronas, Zola a submeteu a muitos experimentos. Acredita-se que Sharon Carter abortou seu filho, enquanto esta aprisionada, mas não se tem certeza. 
Mais tarde Carter conseguiu escapar e se vingou do Caveira Vermelha atirando fatalmente no seu peito. Temendo ter o mesmo destino, Arnim Zola enviou sua essência para um corpo robótico semelhante ao seu. 

## Poderes e habilidades
Arnim Zola não tem superpoderes sobrenaturais, mas ele é um gênio científico especializado em genética e clonagem. Ele não só é capaz de criar cópias clone exato de seus "clientes", como também criou monstros que são perfeitamente ajustados para cumprir sua missão. 
A façanha mais notável de Zola foi realizado sobre si mesmo. Ele construiu um corpo especialmente modificado que não tem uma cabeça. Em vez disso, seu rosto fica, via holográfica, projetado em seu peito, e em cima de seus ombros: uma "Caixa ESP", um dispositivo psicotrônico que ele usa para exercer seu controle sobre suas criações. Em um efeito limitado, a caixa também pode ser usado como uma arma ofensiva. 
Sempre que seu corpo está danificado ou quase destruído, Arnim é envia sua consciência para outro corpo armazenado em outro lugar, dando a si mesmo uma forma de imortalidade.

## Outras mídias

### Televisão
- Arnim Zola aparece no filme para televisão Nick Fury: Agent of S.H.I.E.L.D., interpretado por Peter Haworth. Ele aparece como em uma cadeira de rodas junto com outros cientistas da Hidra.
- Um jovem Arnim Zola aparece em um flashback no Esquadrão de Heróis no episódio "A Fúria do Caveira Vermelha".
- Arnim Zola aparece na série animada The Avengers: Earth's Mightiest Heroes, na voz de Grant Moninger.
  - Arnim Zola apareceu na terceira temporada de Ultimate Homem-Aranha, onde ele apareceu no episódio (Acadêmia da S.H.I.E.L.D) onde ele enfrentou o Homem-Aranha, O Aranha de Ferro, o Power Man e o Agente Venom, e ele também criou os Synthezoids para fazer o seu trabalho na nova acadêmia de super-heróis da S.H.I.E.L.D. Zola também apareceu como o principal antagonista dos episódios duplos (O Ataque do Synthezoid e A Vingança de Arnim Zola), onde ele sequestrou e absorveu os poderes dos super-heróis da acadêmia, e usou os seus Synthezoids para controlar a acadêmia e distrair o Homem Aranha. Mais com a ajuda do Agente Venom e do Rino, o Homem Aranha conseguiu derrotar o Arnim Zola e salvar a acadêmia e o mundo. Ele retornou no episódio especial de uma hora chamado (Ataques da Hydra) da quarta temporada, onde ele e a Hidra se aliaram ao Doutor Octopus para destruir a S.H.I.E.L.D. Arnim zola, apareceu como um vilão secundário do arco Academia da S.H.I.E.L.D., e um grande antagonista da primeira metade da quarta temporada (Ultimate Homem Aranha vs. o Sexteto Sinistro).
  - Arnim Zola reapareceu como um membro da nova Cabala, na quarta temporada da série (Os Vingadores da Marvel:Guerras Secretas), como um dos vilões recorrentes, e aparecendo nos episódios (O Fim dos Vingadores:Partes 1 e 2 & Dimensão Z).

### Universo Cinematográfico Marvel
Toby Jones interpreta Arnim Zola no Universo Cinematográfico Marvel.
- Arnim Zola é aparesentado no filme Capitão América: O Primeiro Vingador, onde é um cientista que trabalha para a Hidra sob o  Caveira Vermelha, para usar a energia do Tesseract. O projeto do corpo robótico de Zola pode ser visto brevemente enquanto ele está fugindo da fortaleza de Hidra durante a libertação de vários prisioneiros de guerra pelo Capitão América. Ele é capturado pelo Capitão América e é, presumivelmente, fica sob a custódia dos Aliados até o final do filme.
- Em Capitão América 2: O Soldado Invernal é revelado que após ser capturado no final de O Primeiro Vingador, Zola foi recrutado para trabalhar para S.H.I.E.L.D através da Operação Paperclip. Ele usou esta oportunidade para aos poucos infiltrar agentes da Hidra dentro da S.H.I.E.L.D. Antes de ser morto por uma doença desconhecida, em 1972, Zola transferiu sua consciência para um supercomputador que era localizado em um bunker secreto da S.H.I.E.L.D. Ele revela ser o cérebro por trás "Projeto Insight" da S.H.I.E.L.D, que é usado para identificar e orientar potenciais ameaças aos interesses da Hidra. Zola revela tudo isso para Capitão América e a Viúva Negra quando eles encontram o supercomputador abrigando sua consciência, em Nova Jersey; o computador é destruído por um míssil balístico destinado ao Capitão América e a Viúva Negra, aparentemente matando Zola. Zola também aparece brevemente em flashbacks de Bucky, quando ele lentamente se lembra de como ele foi transformado no Soldado Invernal.
- No final da primeira temporada da série Agent Carter, Zola recebe Johann Fennhoff em sua cela e o recruta para a Hidra.
- Na série animada What If...?, duas versões alternativas de Zola são apresentadas.
  - No primeiro episódio da série, uma Peggy Carter que tomou o soro do Super-Soldado captura e interroga Zola.
  - Nos dois últimos da primeira temporada, Viúva Negra e Gavião Arqueiro infiltram uma base da Hidra na Sibéria onde Zola tinha instalado um backup de sua versão digital vista em O Soldado Invernal, tentando usá-lo para derrotar Ultron, que tinha exterminado a vida no universo. Eventualmente Zola é instalado em Ultron e apaga a mente do robô para tomar posse do seu corpo. Zola usando o corpo de Ultron então ataca um Erik Killmonger que tirara as Joias do Infinito de Ultron, com ambos sendo paralisados e presos em um universo miniaturizado pelo Doutor Estranho.

### Jogos Eletrônicos
- Zola aparece como o principal antagonista no jogo Captain America: Super Soldier.
- Arnim Zola é um chefe do jogo do Facebook Marvel: Avengers Alliance.
- Arnim Zola aparece nos jogos Lego Marvel Super Heroes, Lego Marvel Avengers e Lego Marvel Super Heroes 2, em todos sendo personagem desbloqueável.